# Elvin Santos

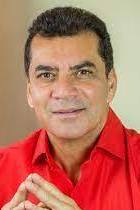
Elvin Santos, 2021

Elvin Ernesto Santos Ordóñez (* 18. Januar 1963 in Tegucigalpa) ist Unternehmer und Präsidentschaftskandidat der Partido Liberal de Honduras für die Wahl am 29. November 2009 in Honduras.

## Leben
Seine Eltern sind Sonia Ordóñez de Santos und der Ingenieur Elvin Santos Lozano, früherer Bürgermeister von Tegucigalpa. Er ist der Erstgeborenen und hat drei Geschwister: Aida María, Juan Fernando (†) und Carlos. Seine Grundschule war die Elvel School. Sein Abitur in den Fächern Wissenschaft und Schöne Künste machte er auf der Escuela Americana in Tegucigalpa. Er studierte Bauingenieurwesen an der Lamar University in Beaumont, mit Vertiefung in Projektmanagement und schloss das Studium mit einem Diplom ab. Santos ist Mitglied der Standesvereinigungen Ingenieros Civiles de Honduras und American Society of Civil Engineers.
Santos war Honorarkonsul der Republik Honduras in Austin und vertrat die Regierung Honduras, als wechselndes Mitglied im UN-Sicherheitsrat.
Die Mitglieder der Familie Santos sind traditionell Mitglieder der Partido Liberal de Honduras. Santos wurde 1981 Mitglied der Juventud Liberal und koordinierte den Präsidentschaftswahlkampf von Roberto Suazo Córdova.
1987 lernte Santos seine Frau Becky Manzanares de Santos kennen, das Ehepaar hat vier Kinder: Elvin, Rebeca, Adrian und Natalia.

## Grupo Santos
Das Familienunternehmen Grupo Santos hat etwa 1.200 Beschäftigte in den Bereichen Bau-, Immobilien- und Transportgewerbe. Seit 1990 ist Santos Geschäftsführer der Constructora Santos y Compañía.
Die Grupo Santos ist im Neubau wie im Bauunterhalt für private und öffentliche Auftraggeber (Secretaría de Obras Públicas Transporte y Vivienda SOPTRAVI) tätig.
Ihre Projekte in Zentralamerika haben teilweise Weltbankfinanzierung, wie eine Ringautobahn für Tegucigalpa. Santos ist Mitglied der Directiva del Régimen de Aportaciones Privadas (RAP)
Santos ist stellvertretender Vorsitzender der Sektion Bauwirtschaft der Asociación Nacional de Industriales (ANDI, Industrieverband). Santos war zwei aufeinanderfolgende Amtsperioden Präsident der Cámara Hondureña de la Industria de la Construcción (Bauwirtschaftskammer)
und Mitglied im Consejo Hondureño de la Empresa Privada (COHEP, Unternehmerverband).

## Gobierno del Poder Ciudadano
Santos widmet sich auch der Programmatik der Partido Liberal de Honduras.
Für die Partido Liberal de Honduras organisierte Santos die Datenverarbeitung der Municipios im Norden von Francisco Morazán beim Präsidentschaftswahlkampf von Carlos Roberto Flores Facussé.
Santos war Mitglied der politischen Kommission des Movimiento Esperanza Liberal, des Wahlbündnisses für die Präsidentschaftswahl von Manuel Zelaya, wo er landesweit die Wahlkommission koordinierte, er war Kandidat bei Vorwahl, und designierter Stellvertreter von Zelaya. Am 27. November 2005 wurde Zelaya mit Unterstützung von Peter Schröder gewählt. Am 27. Januar 2006 war Amtseinführung von Zelaya und Santos wurde sein Stellvertreter.
Im Gobierno del Poder Ciudadano (PC) von Zelaya widmete sich Santos dem Instituto de la Propiedad (IP). welches sich auf Regularización Predial (Grundstücksverkehr) und Grundeigentumstitelvergabe konzentrierte. In weniger als zwei Jahren wurden etwa 25.000 Grundeigentumstitel vergeben.
Santos ist Vorsitzender der Comisión Permanente de Contingencias (COPECO, Raumordnungsbehörde) und der Comisión Ejecutiva del Valle de Sula (Landrat des Tales in welchem San Pedro Sula liegt). Das Sulatal soll drainiert und mit Staukraftwerken gestützt werden, wobei die Trinkwassereinzugsgebiete erhalten bleiben und das Geschieberegieme kontrollierbar werden sollen.
Santos initiierte Studien zu einem Ley de Reordenamiento Territorial (Raumordnung) und zu einem Entschädigungsgesetz, welches es für internationalen Investoren attraktiv machen soll, bei kalkulierbaren Entschädigungssummen zu enteignen und so 20 Millionen USD in Infrastruktur zu investieren.
Santos ist der Beauftragte des Präsidenten Zelaya für den Plan Puebla Panamá (PPP, Infrastruktur Programm in Mesoamerika). Der PPP forciert das Sistema de Interconexión Eléctrica para Centro América y el Caribe (SIEPACC Verbundnetz für elektrische Energie in Zentralamerika), die wirtschaftliche Integration von Zentralamerika, eine Autopista Mesoamericana de la Información, (AMI leistungsfähige Datenfernübertragung).
Santos ist Beauftragter des Präsidenten Zelaya für den Plan Trifinio (ein Grenzlandprogramm in Honduras), mit welchem 45 Municipios an den Grenzen zu El Salvador und Guatemala gefördert wurden.
Santos ist Vorsitzender des Consejo Mesoamericano de la Competitividad einer neoliberalen Pressure Group.
Im Februar 2008 wurde Santos von Werner Hoyer mit Christian Lüth dem Projektleiter für Zentralamerika der Friedrich-Naumann-Stiftung für die Freiheit besucht.
Bei der Nominierung für die Präsidentschaftskandidatur der Partido Liberal de Honduras setzte sich Mauricio Villeda Bermúdez (* 27. April 1948 in Tegucigalpa) vom Movimiento de Elvin Santos am 30. November 2008 gegen Roberto Micheletti durch.
Am 18. Dezember 2008 trat Santos vom Amt des Stellvertreters des Präsidenten Zelaya zurück und Villeda übergab ihm die Präsidentschaftskandidatur der Partido Liberal de Honduras.